# Toby Tse
Toby Tse Yee-Lam (chinesisch 謝依霖, Pinyin Xiè Yīlín, Jyutping Ze6 Ji1lam4, kantonesisch Tse Yee-Lam; * 18. Oktober 2004 in Hongkong) ist eine Squashspielerin aus Hongkong.

## Karriere
Nour Heikal spielte 2021 erstmals und seit 2023 regelmäßig auf der PSA Squash Tour und gewann auf dieser bislang sechs Titel. Der erste Titelgewinn gelang ihr in der Saison 2021/22 im Juli 2022 in Shepparton nach einem Finalsieg gegen Sarah Cardwell. Ihr zweiter Turniersieg folgte im Januar 2024 während der Saison 2023/24 in Hongkong. Sie schlug im Endspiel diesmal ihre Landsfrau Cheng Nga-Ching. An selber Stelle gewann sie drei Monate später ihr drittes Turnier. Mit Kirstie Wong war erneut eine Landsfrau ihre Gegnerin im Endspiel. Die Titelgewinne vier bis sechs folgten alle im Mai 2025 während der Saison 2024/25 in Salzburg, Toronto und Adelaide. Ihre beste Platzierung in der Weltrangliste erreichte sie mit Rang 82 am 9. Juni 2025.

## Erfolge
- Gewonnene PSA-Titel: 6